# Recaredo Amengual
Recaredo Amengual Novajas (Santiago, 26 de octubre de 1858 - ¿?, 1936) fue un marino chileno que llegó a ser temporalmente comandante en jefe de la Escuadra. Ocupó el cargo de intendente de Tarapacá y de Maule y además, llevó a cabo trabajos académicos sobre meteorología y oceanografía, escribiendo y publicando varias obras al respecto. Ejecutor de la matanza de La Coruña en el año 1925.

## Biografía
Fue hijo de Santiago Amengual y de Gertrudis Novajas. En 1874 ingresó al curso de aspirantes de Marina que se efectuaba en la Escuela Militar de Santiago; al año siguiente, egresó como aspirante de Marina.
En 1879, a comienzos de la Guerra del Pacífico, fue embarcado como guardiamarina en el blindado Cochrane. Participó en el bloqueo de Iquique y en el combate naval de Angamos cubriendo la artillería principal del blindado. Luego, a fines de 1879, participó en el asalto y toma de Pisagua y en la rendición del puerto peruano de Iquique. En diciembre de 1880, ya con el grado de teniente 2.° y como comandante de la torpedera Guacolda, participó en lo que se conoce como el segundo combate de torpederas ocurrido en el puerto de Callao el 5 de diciembre de 1880.
En el período 1884-1886, estuvo destinado en Inglaterra, donde participó en la modernización del blindado Blanco Encalada. Durante ese período, también estuvo embarcado en la Escuadra italiana.
Al comienzo de la Revolución de 1891, Amengual era capitán de corbeta, 2.º Comandante del cazatorpedero Lynch surto en Punta Arenas recién llegado de Europa; en el puerto también se encontraba la cañonera Pilcomayo. Con la ayuda del gobernador de Magallanes destituyó al comandante de su nave y al de la cañonera Pilcomayo; tomó el mando de ambas y el 1 de febrero de 1891 zarpó con ellas hacia Montevideo, uniéndose al bando del gobierno. En el camino encontraron al cazatorpedero Condell al que obligaron a seguirlos. De Montevideo las naves se dirigieron a Buenos Aires en espera de que el gobierno enviara dotaciones para llevar ambos cazatorpederos a Valparaíso, dejando la Pilcomayo internada en ese puerto. Debido a la derrota del bando del gobierno, fue dado de baja de la Armada. En 1897 por vía de la Ley de Amnistía e Indulto decretada por el presidente Jorge Montt Álvarez fue reincorporado a las filas de la institución.
Ya capitán de fragata, fue nombrado comandante del buque escuela corbeta General Baquedano. Inició el viaje de instrucción de guardiamarinas y grumetes el 15 de abril de 1905. El itinerario del viaje fue Valparaíso, Punta Arenas, Fernando de Noronha, Islas Bermudas, Filadelfia, Nueva York, Portsmouth, Hamburgo, Kiel,  Estocolmo, Copenhague, Chatman, Gravesend, Cherburgo, Islas Canarias, Punta Arenas y Valparaíso, puerto al que regresó el 7 de marzo de 1906.
Posteriormente, fue enviado a Inglaterra, comisionado a supervisar la construcción de los cazatorpederos Almirante Lynch y Almirante Condell. Terminada esta tarea, regresó a Chile al mando de la flotilla y del Lynch, fondeando en Valparaíso el 22 de abril de 1914. Los antiguos cazatorpederos Lynch y Condell tomaron los nombres de Tomé y Talcahuano.
Fue comandante del acorazado Capitán Prat y temporalmente ocupó el puesto de comandante en jefe de la Escuadra. Asimismo, efectuó un completo trabajo sobre meteorología y oceanografía para la Oficina de Hidrografía de Washington. Editó una cartilla de pesca, un manual para la marina mercante y un Ceremonial Marítimo Internacional.
El 20 de enero de 1916 se retiró de la Armada con el grado de capitán de navío y fue designado intendente de Tarapacá. Tras sofocar la sublevación obrera que tuvo lugar en la oficina salitrera La Coruña, que dejó un saldo de cerca de dos mil obreros y sus familiares muertos (y que fue conocida como la matanza de La Coruña), en 1925 fue ascendido por gracia a contraalmirante. En 1926 fue nombrado intendente de Maule y en 1934 fue ascendido al grado de vicealmirante. Falleció en 1936.

## Legado
El principal legado fueron los trabajos académicos sobre meteorología y oceanografía y otros escritos que sirvieron como textos de estudio a generaciones de marinos.